# Giancarlo Basili
Pour les articles homonymes, voir Basili.
Giancarlo Basili, né en 1952 à Montefiore dell'Aso (Italie), est un scénographe italien.

## Biographie
Giancarlo Basili naît à Montefiore dell'Aso (dans la province  d'Ascoli Piceno) en 1952. Il fréquente l'Institut d'Etat d'Art U. Preziotti à Fermo, puis le cours de scénographie à l'Académie des Beaux-Arts de Bologne. À partir de 1972, il commence à travailler comme assistant scénographe au Teatro comunale de Bologne, participant à la création de nombreux opéras et pièces de théâtre jusqu'à ce qu'en 1979 il crée les décors du ballet "Miss Jolie" de Rudolf Noureev pour le Théâtre de Nancy en France. De 1982 à 1988, il collabore avec le metteur en scène et scénographe Pier Luigi Pizzi. En 1985, il se voit confier la direction technico-scénographique du Teatro Festival de Parme. En 1986, il travaille pour le Centre théâtral de Brescia. En 1998, il devient directeur de la mise en scène du Teatro Comunale de Bologne. Il conçoit les décors de nombreux vidéoclips avec Lucio Dalla, Vasco Rossi, Luca Carboni, Jovanotti, Ron, Francesco Baccini. En 2010, il conçoit l'aménagement du pavillon italien  pour l'Exposition universelle de Shanghai de 2010. Il s'est également vu confier la préparation du pavillon Zéro de l'Expo 2015, à Milan du 1er mai au 31 octobre.

## Filmographie

### Cinéma
- 1982 : Les Yeux, la Bouche de Marco Bellocchio
- 1982 : Dancing Paradise de Pupi Avati
- 1983 : Zeder de Pupi Avati
- 1983 : La Balade inoubliable de Pupi Avati et Antonio Avati
- 1984 : Henri IV, le roi fou de Marco Bellocchio
- 1984 : Une saison italienne (Noi tre) de Pupi Avati
- 1985 : Impiegati de Pupi Avati
- 1987 : Nuit italienne de Carlo Mazzacurati
- 1988 : Domani, domani (Domani accadrà) de Daniele Luchetti
- 1989 : Palombella rossa de Nanni Moretti
- 1989 : Les P'tits Vélos de Carlo Mazzacurati
- 1989 : L'appassionata (it) de Gianfranco Mingozzi
- 1990 : La Semaine du Sphinx de Daniele Luchetti
- 1991 : Le Porteur de serviette de Daniele Luchetti
- 1993 : Arriva la bufera de Daniele Luchetti
- 1993 : Sud de Gabriele Salvatores
- 1994 : Strane storie - Racconti di fine secolo de Sandro Baldoni
- 1995 : La scuola de Daniele Luchetti
- 1996 : Jack Frusciante è uscito dal gruppo (it) (Jack Frusciante è uscito dal gruppo) d'Enza Negroni
- 1997 : Nirvana de Gabriele Salvatores
- 1997 : Consigli per gli acquisti (it) de Sandro Baldoni
- 1998 : I piccoli maestri de Daniele Luchetti
- 1998 : Mon frère de Gianni Amelio
- 2000 : Tartarughe dal becco d'ascia d'Antonio Syxty
- 2001 : La Chambre du fils de Nanni Moretti
- 2001 : Luce dei miei occhi de Giuseppe Piccioni
- 2002 : Paz! de Renato De Maria
- 2003 : L'Été où j'ai grandi de Gabriele Salvatores
- 2003 : Dillo con parole mie de Daniele Luchetti
- 2004 : Une romance italienne de Carlo Mazzacurati
- 2004 : Les Clefs de la maison de Gianni Amelio
- 2005 : Une fois que tu es né de Marco Tullio Giordana
- 2005 : Amatemi de Renato De Maria
- 2006 : Le Caïman de Nanni Moretti
- 2007 : La giusta distanza de Carlo Mazzacurati
- 2007 : Lascia perdere, Johnny! de Fabrizio Bentivoglio
- 2008 : Un giorno perfetto de Ferzan Özpetek
- 2008 : Une histoire italienne (Sanguepazzo) de Marco Tullio Giordana
- 2009 : L'Homme qui viendra de Giorgio Diritti
- 2010 : La nostra vita de Daniele Luchetti
- 2010 : Copie conforme d'Abbas Kiarostami
- 2010 : La passione de Carlo Mazzacurati
- 2012 : Piazza Fontana de Marco Tullio Giordana
- 2013 : L'intrepido de Gianni Amelio
- 2013 : Ton absence de Daniele Luchetti
- 2013 : La sedia della felicità de Carlo Mazzacurati
- 2015 : Lea de Marco Tullio Giordana
- 2017 : La tenerezza de Gianni Amelio
- 2020 : Hammamet de Gianni Amelio

### Télévision
- 2018-2020 : L'Amie prodigieuse de Saverio Costanzo (série télévisée, 16 épisodes)

## Récompenses et reconnaissances

### David di Donatello
- 1999 - Nommé pour la meilleure conception de production pour Mon frère
- 2001 - Nomination pour la meilleure scénographie pour La Chambre du fils
- 2002 - Nommé pour la meilleure conception de production pour Paz!
- 2005 - Nommé pour la meilleure direction artistique pour Une romance italienne
- 2006 - Nomination pour la meilleure scénographie pour Le Caïman (Il caimano)
- 2009 - Nomination pour la meilleure scénographie pour Une histoire italienne (Sanguepazzo)
- 2010 - Nomination pour la meilleure conception de production pour L'Homme qui viendra
- 2012 - Nomination de la meilleure scénographie pour Piazza Fontana
- 2014 - Nomination pour la meilleure direction artistique pour Ton absence
- 2018 - Nomination pour la meilleure scénographie pour La tenerezza
- 2021 - Nomination pour la meilleure scénographie pour Hammamet

### Ruban d'argent
- 1998 - Nomination pour la meilleure conception de production pour Nirvana
- 2002 - Nommé pour la meilleure conception de production pour Paz!
- 2005 - Nommé pour la meilleure direction artistique pour Love Found
- 2007 - Nomination pour la meilleure scénographie pour Le Caïman (Il caimano)
- 2009 - Nomination pour la meilleure scénographie pour Sanguepazzo
- 2010 - Meilleur design de production pour L'Homme qui viendra
- 2012 - Nomination de la meilleure scénographie pour Roman d'un massacre
- 2014 - Nommé pour la meilleure conception de production pour Happy Years et L'intrepido

### Ciak d'oro
- 1990 - Nomination pour la meilleure scénographie pour Palombella rossa
- 1997 - Meilleur design de production pour Nirvana[4]
- 2002 - Meilleur design de production pour Paz! et Luce dei miei occhi[5]
- 2009 - Meilleure direction artistique pour Une histoire italienne[6]
- 2012 - Nomination de la meilleure scénographie pour Romanzo di una strage
- 2014 - Nommé pour la meilleure direction artistique pour Anni felici